# Gullegem Koerse 2011
De 63e editie van de Belgische wielerwedstrijd Gullegem Koerse werd verreden op 31 mei 2011. De start en finish vonden plaats in Gullegem. De winnaar was Philippe Gilbert, gevolgd door Francesco Chicchi en Aidis Kruopis.

## Uitslag
| Gullegem Koerse 2011 |                   |                               |          |
| Plaats               | Naam              | Ploeg                         | Tijd     |
| Winnaar              | Philippe Gilbert  | Omega Pharma-Lotto            | 3u48'32" |
| 2                    | Francesco Chicchi | Quick Step-Innergetic         | + 1"     |
| 3                    | Aidis Kruopis     | Landbouwkrediet-Just Fit      |          |
| 4                    | Kevin Claeys      | Post-Grant Thornton-M.Donnely |          |
| 5                    | Adam Blythe       | Omega Pharma-Lotto            |          |
| 6                    | Greg Van Avermaet | BMC                           |          |
| 7                    | Jurgen Roelandts  | Omega Pharma-Lotto            |          |
| 8                    | Evert Verbiest    | Willems-Accent Jobs           |          |
| 9                    | Dries Depoorter   |                               |          |
| 10                   | Matt Brammeier    | HTC-Highroad                  |          |

1942 · 1943 · 1944 · 1945 · 1946 · 1947 · 1948 · 1949 · 1950 · 1951 · 1952 · 1953 · 1954 · 1955 · 1956 · 1957 · 1958 · 1959 · 1960 · 1961 · 1962 · 1963 · 1964 · 1965 · 1966 · 1967 · 1968 · 1969 · 1970 · 1971 · 1972 · 1973 · 1974 · 1975 · 1976 · 1977 · 1978 · 1979 · 1980 · 1981 · 1982 · 1983 · 1984 · 1985 · 1986 · 1987 · 1988 · 1989 · 1990 · 1991 · 1992 · 1993 · 1994 · 1995 · 1996 · 1997 · 1998 · 1999 · 2000 · 2001 · 2002 · 2003 · 2004 · 2005 · 2006 · 2007 · 2008 · 2009 · 2010 · 2011 · 2012 · 2013 · 2014 · 2015 · 2016 · 2017 · 2018 · 2019 · 2020 · 2021 · 2022 · 2023 · 2024